# Bathyoncus lanatus
Bathyoncus lanatus is een zakpijpensoort uit de familie van de Styelidae. De wetenschappelijke naam van de soort is voor het eerst geldig gepubliceerd in 1991 door Monniot & Monniot.